# Северен макрурус
Северните макруруси (Macrourus berglax) са вид животни от семейство Дългоопашати риби (Macrouridae).
Таксонът е описан за пръв път от Бернар Жермен дьо Ласепед през 1801 година.